# Dupetor
Dupetor is een geslacht van vogels uit de familie reigers (Ardeidae). Het geslacht kende één soort:
- Dupetor flavicollis (zwart woudaapje). Deze soort staat volgens de IOC World Bird List in het geslacht Ixobrychus.[1]